# Obóz niemiecki dla Polaków (Polenlager) w Raciborzu
Polenlager Ratibor Schützhaus nr 75 – jeden z 24 niemieckich obozów koncentracyjnych w systemie Polenlager utworzony w Raciborzu przeznaczonych dla ludności polskiej mieszkającej na Śląsku.

## Historia
Obóz mieścił się na peryferiach miasta w zabudowaniach strzelnicy, wybudowanej przez niemieckie bractwo kurkowe przy Wiesenstrasse 23 (dzisiejsza ul. Łąkowa) od 15 – 20 czerwca 1942 r. do listopada 1943 r. W tym miejscu od roku 1940 funkcjonował już obóz dla przesiedlanych Niemców, który został przekształcony w obóz dla Polaków. Jego komendantem był 23-letni SS-man Willi Lerch. Osadzeni Polacy pochodzili przede wszystkim z powiatu żywieckiego. Ze sprawozdań niemieckiego Urzędu Zdrowia możemy zrekonstruować tylko niepełne dane dotyczące więźniów: 25 września 1942 roku urząd podaje liczbę 118 uwięzionych, 14 stycznia 1943 r. liczbę 142 więźniów w stosunku do poprzedniego stanu (270 osób), mężczyźni – 26,8%, kobiety – 22,1%, małoletni do lat 14–40,1%, natomiast w sprawozdaniu z 11 października 1943 r. – 241 Polaków.
Volksdeutsche Mittelstelle (VoMi) – Centrala Przesiedleń Niemców, zaplanowała 16 listopada 1943 r. likwidację obozu, aby umieścić w tym miejscu przesiedleńców znad Kubania. Epidemia tyfusu od 15 września do listopada 1943 r. zmusiła Urząd Zdrowia do izolacji obozu. W listopadzie więźniów przeniesiono do obozu nr 92 w Kietrzu likwidując tym samym Polenlager nr 75.